# Loet
Le Loet est une petite rivière marécageuse néerlandaise. La rivière, d'une longueur d'environ 5 kilomètres, est située dans le Krimpenerwaard, entre les villages de Berkenwoude, Lekkerkerk et Ouderkerk aan den IJssel. Autour de cette rivière est situé le Loetbos, un bois très fréquenté.